# Les Aix-d'Angillon
Les Aix-d'Angillon är en kommun i departementet Cher i regionen Centre-Val de Loire i de centrala delarna av Frankrike. Kommunen ligger  i kantonen Les Aix-d'Angillon som tillhör arrondissementet Bourges. År 2022 hade Les Aix-d'Angillon 1 871 invånare.

## Befolkningsutveckling
Antalet invånare i kommunen Les Aix-d'Angillon
Referens:INSEE